# 日本タイトル挑戦権獲得トーナメント
日本タイトル挑戦権獲得トーナメント（にほんタイトルちょうせんけんかくとくトーナメント）は、日本プロボクシング協会が主催するプロボクシングトーナメントである。いわゆるA級ボクサーを対象とした大会である。通称、最強後楽園。

## 歴史
1986年9月25日、8回戦以上の試合に出場できるA級選手によるA級ボクサー賞金トーナメント（決勝8回戦、予選6回戦）として第1回大会が開催された。第1回優勝者にレパード玉熊、高橋直人、飯泉健二、友成光ら。
実施される階級は年度によって異なり7月に1回戦、10月に決勝戦が行われる。
1995年と2003年を除き毎年開催され、2007年度までに20回開催されたが、1996年からは優勝者に日本タイトル挑戦権がなくなったため、それ以降は有力選手の出場はほぼなくなり次第に廃れていった（※そのため2008年に制度改革される）。
1987年から2006年にかけては同時期にB級選手によるB級ボクサー賞金トーナメント（決勝6回戦、予選5回戦）も開催されてきたが、近年はいずれも有力選手の不参加などで大会の低迷が続き廃止され、2007年からは代替措置として東日本協会ジム所属選手による、一興行（トーナメントではないので試合のない階級もあれば複数のマッチメイクが成立し別々にワンマッチを行う階級もある）のみのB級オープン戦が開始され現在まで続いている。
2008年、日本プロボクシング協会はトーナメントの活性化、日本王座の権威向上を目指して従来の「KSD杯争奪A級ボクサー賞金トーナメント」（A級トーナメント）を改編、「『最強後楽園』日本タイトル挑戦権獲得トーナメント」と改称した。最強後楽園には世界、東洋太平洋、日本の上位ランカーの中から各階級で最大4選手が出場する。準決勝戦、決勝戦はいずれも後楽園ホールで開催され、優勝者には賞金に加え、翌年度のチャンピオンカーニバル出場権（日本王座への挑戦権）が与えられる。
2008年7月1日開幕の第1回最強後楽園は、ミニマム級・フライ級・バンタム級・フェザー級・ライト級・ウェルター級・ミドル級のレギュラー7階級で実施され、世界ランカーを含む23選手がエントリーした。各階級の準決勝戦（6回戦、全9試合）は、7月1日からの3日間にわたって各日2 - 4試合、これと同時に全日本新人王決定戦予選も各日4 - 5試合行われた。また各階級の決勝戦（8回戦、全6試合。7階級のうち、計量失格による不戦を除く）は10月8日に行われた。結果的に接戦が多かったことをよしとする声もあったが、判定の内容などには異論も続出した。トーナメントの改編に際し、「トーナメント出場選手の中から日本、東洋、世界王者が出てほしい」との期待もこめられていた。2009年1月17日から4月19日にわたって5会場で行われた第30回チャンピオン・カーニバルでは、第1回最強後楽園優勝選手7名のうち、負傷により出場不可能となった中森宏を除く6名が各階級の日本王者に挑戦し、中川大資のみが王座を獲得した。

その後2013年まで、2008年方式のトーナメント大会が続いたが、2014年は諸般の事情により、出場選手応募前に『中止』が発表され、2015年シーズン前までに協会が今までとは別な形でのトーナメント大会の企画・改革を行い続行するとしているが、その後何の発表もなくトーナメント大会の存続が危惧されている。
その後、2015年7月21日に東日本ボクシング協会より11月2日に「日本タイトル挑戦権獲得、賞金争奪戦」（通称：最強後楽園ミリオンマッチ）として開催することが発表され、2017年5月17日には東日本ボクシング協会より同年から「日本タイトル最強挑戦者決定戦」（8回戦）として開催することが発表された。
| 大会概要 | 大会概要                                         |
| -------- | ------------------------------------------------ |
| 大会名   | 「最強後楽園」日本タイトル挑戦権獲得トーナメント |
| 会場     | 後楽園ホール                                     |
| 主催     | 日本プロボクシング協会                           |
| 運営     | 東日本ボクシング協会「トーナメント運営委員会」   |
| 認定     | 日本ボクシングコミッション                       |
| 後援     | 神戸新聞社                                       |
| 協賛     | 株式会社ウイニング、ミズノ株式会社               |
| 提供     | 出場各ボクシングジム                             |

## 歴代MVP
| 回 | 年度 | 選手                 | ジム       | 階級                 |
| -- | ---- | -------------------- | ---------- | -------------------- |
| 1  | 2008 | 中川大資             | 帝拳       | ウェルター級         |
| 2  | 2009 | チャールズ・ベラミー | 八王子中屋 | スーパーウェルター級 |
| 3  | 2010 | 岩佐亮佑             | セレス     | バンタム級           |
| 4  | 2011 | 岩渕真也             | 草加有沢   | スーパーライト級     |
| 5  | 2012 | 横山大輔             | ワールド   | フェザー級           |

## A級トーナメント優勝者で後に世界王者となった選手
- レパード玉熊
- オルズベック・ナザロフ